# 南野陽子 落書きだらけのクロッキーブック
南野陽子 落書きだらけのクロッキーブック（みなみのようこ らくがきだらけのクロッキーブック）は、1985年10月12日から1986年4月5日までニッポン放送で放送されていたラジオ番組。パーソナリティは南野陽子。放送時間は毎週土曜日 20:30〜21:00。

## 概要
南野陽子にとって初めてのメインパーソナリティによるレギュラー番組。曲はあまりかけず、ゲストもあまり入れないで、南野によるトークと『情無用の必ずBOX』『なんのこれ式部日記』『生意気家族』などのコーナー・企画を中心に放送した。
本番組はナイターオフ限定の番組であり、ナイターシーズンに入り、ニッポン放送ショウアップナイターが始まると共に終了。1986年4月改編でニッポン放送において南野の新番組がスタートすることは無かったが、この6か月後の1986年10月から同じニッポン放送にて『南野陽子 ナンノこれしきっ!』がスタート、『ナンノこれしきっ!』には本番組の流れが基本的に受け継がれている。

## 主なコーナー
情無用の必ずBOX
- 南野にこれをさせたいということを書いたはがきを募集、これに集まったはがきがまとめて入った「必ずBOX」から一枚引き、そこに書いてある通りのことを無理してでもその場で実行しなければいけない。このコーナーで実行されたものに、カラオケ（『矢切の渡し』など）、ローラースケート、南野自身の曲の　イントロ当てクイズ、腕立て伏せ、自分が主演する『スケバン刑事II 少女鉄仮面伝説』の決め台詞についてのこととその言い方を講義風に教える、など。このコーナーのコンセプトは後に『ナンノこれしきっ!』の「茶封筒クイズ」「ナンノ箱」に受け継がれている。

なんのこれ式部日記
- リスナーが書いた日記の文を募集、面白おかしいものを紹介。

生意気家族
- リスナーの家族、親族らのエピソードを報告。

芸能界スケッチ
- 南野自身の目から見た芸能界の模様についてトーク。

18才ギャル
- 当時の南野と同年代の、18歳前後の女子からのはがきだけを読むコーナー。

## ネット局
放送時間はいずれも毎週土曜日 20:30〜21:00で、全てニッポン放送と同時ネット。
- 北陸放送
- 福井放送
- 西日本放送
- 大分放送